# Cristian Tănase
Cristian Tănase (ur. 18 lutego 1987 w Pitești, Rumunia) – rumuński piłkarz grający na pozycji pomocnika.

## Kariera
Tănase zaczynał karierę w Argeș Pitești, gdzie grał w latach 2000–2009, z roczną przerwą na wypożyczenie do Dacia Mioveni. W barwach tego w 105 meczach strzelił 7 goli.
6 sierpnia 2009 roku Tănase podpisał 5-letni kontrakt ze Steauą Bukareszt. Klub zapłacił za transfer 1,8 mln euro, a jego były klub, Argeș Pitești, dostał 50% kwoty od kolejnego transferu zawodnika. 13 grudnia 2009 r. Tănase strzelił pierwszą bramkę dla Steauy w meczu z Internațional Curtea de Argeș. Steaua wygrała ten mecz 3:2.
W 2015 roku Tănase przeszedł do chińskiego Tianjin Teda, a w 2016 odszedł do Sivassporu. Latem 2016 trafił do Kardemir Karabüksporu. W 2018 roku wrócił do Steauy.
W reprezentacji Rumunii Tănase zadebiutował 19 listopada 2008 roku w meczu z Gruzją. Od tamtej pory rozegrał 9 meczów w reprezentacji i strzelił jedną bramkę.

## Sukcesy
Steaua Bukareszt

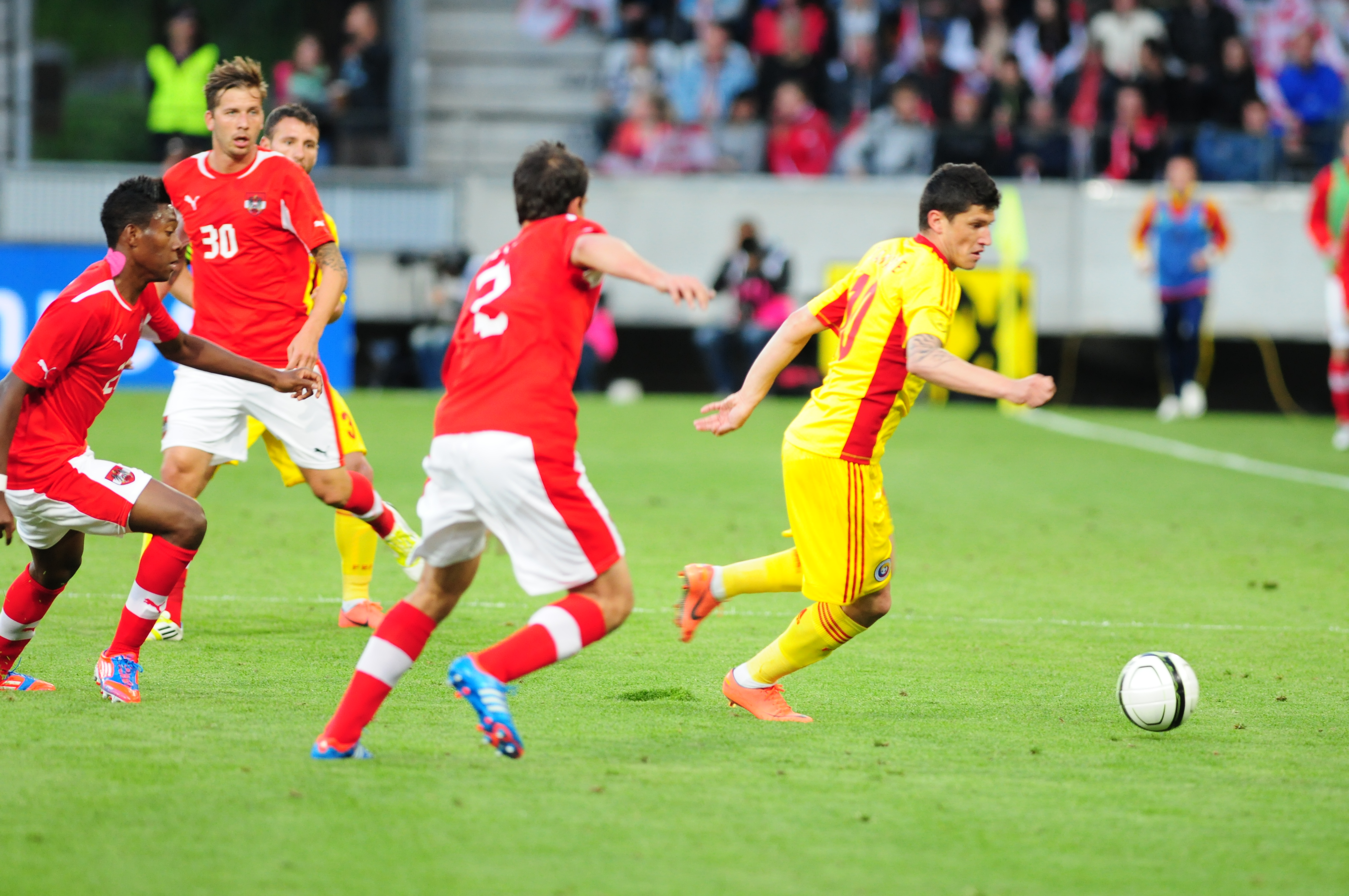
Tănase, walczący z reprezentantami Austria.

- Mistrzostwo Rumunii: (3): 2012/13, 2013/14, 2014/15
- Puchar Rumunii (2): 2010/11, 2014/15
- Superpucharu Rumunii (1): 2013
- Puchar Ligi Rumuńskiej (1): 2014/15